# Henri Redon
Henri Redon (24. června 1899, Tour de Faure – 1. června 1974) byl francouzský chirurg.

## Život
Vystudoval Lycée Gambetta v Cahors, později medicínu v Toulouse a Paříži, kde potom působil jako chirurg. V roce 1957 byl jmenován předsedou karcinilogické chirurgické kliniky na pařížské lékařské fakultě. Byl členem francouzské Národní lékařské akademie a Národní chirurgické akademie.
Proslavil jej především tzv. Redonův drén (sací drenáž, zkráceně redon), který je dodnes hojně používán jak v humánní, tak ve veterinární medicíně.
V 16 letech (v roce 1916), krátce před svým odjezdem do války, objevil spolu s André Touzerym část prehistorických jeskyní Pech Merle (tzv. White Room a Red Room v Cabrerets, Francie). Do místností vyzdobených malbami a rytinami se ale ještě nedostali.